# Coregonus laurettae
Coregonus laurettae es una especie de pez de la familia Salmonidae en el orden de los Salmoniformes.

## Alimentación
Come invertebrados.

## Hábitat
Vive cerca de las desembocaduras de los ríos y de las  lagunas salobres.

## Distribución geográfica
Se encuentra en Norteamérica: Alaska.